# 京阪70型電車
京阪70型電車（けいはん70がたでんしゃ）は、かつて京阪電気鉄道の京津線で使用されていた電車（路面電車車両）である。

## 概要
もともと、1940年（昭和15年）に無蓋貨車3101・02を大津線用固定クロスシート付オープンカー（制御車）に改造し、その牽引車となる予定であった車両である。100型の車体を50型に準じた新製車体に載せ替えたもので、70 - 79の10両が製造された。戦局を鑑みて資材・資金を節減した改造車であったが、車体長は50型よりも1m長く、車体幅も同形式と比較して10mm広い。
| 改造前 | 112 | 127 | 128 | 129 | 123 | 124 | 125 | 131 | 136 | 126 |
| 改造後 | 70  | 71  | 72  | 73  | 74  | 75  | 76  | 77  | 78  | 79  |

1943年（昭和18年）4月に守口工場で75が竣工し、続いて同年12月に73が竣工した。残る8両は戦時下の資材不足により半鋼製車体が製造されたのみで完成できず、戦後の1948年（昭和23年）に東洋機械興業により竣工した。 しかし、同年10月30日、京津線蹴上〜九条山間にて発生した浜大津行き電車のポール外れを発端とする後退リレー衝突事故により72が損傷し、東洋機械興業へ再入場した。
さらに、1949年（昭和24年）8月7日に発生した京津線四宮車庫の火災により72を除く9両が被災し、翌1950年（昭和25年）1月31日付けで廃車された。72は火災発生当時、前述した事故による復旧のため東洋機械興業で修理中だったおかげで偶然にも難を逃れたのであった。
残った72は1967年（昭和42年）まで京津線で使用され、80型の増備によって車籍からは抹消されたが、守口工場の牽引車として使用することになり、1968年（昭和43年）に連結器取付と集電装置のトロリーポールをパンタグラフへ交換、外部色を茶色・正面警戒色にした。1970年（昭和45年）には外部色の茶色をフタリットブルーに変更している。

守口工場から寝屋川車両基地への移転後も構内入換車として使用され、運転席の脇の扉とステップなど木造部品が残っている。この移転後の1983年（昭和58年）に以下の改修を受けている。

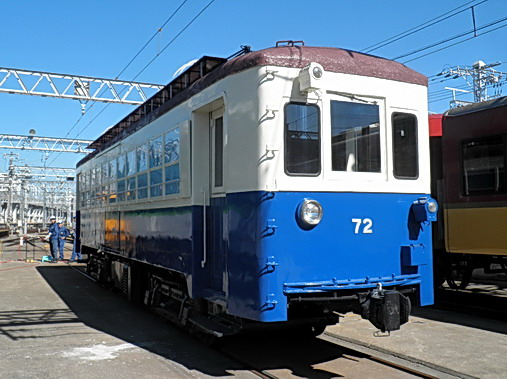
「ワガヤネヤガワ号」の愛称が付けられた72号車

- 架線電圧1500V昇圧に伴う工事として車内に複電圧の電動発電機を搭載した。自走用主電動機の電源もこの電動発電機で発電する交流200Vを使用し、変圧器と整流器を通して直流600Vに変換している。
- 車体更新を実施し、正面の前照灯を屋上から窓下の埋め込みに変更した。側面の窓を一部撤去し、残存側窓のHゴム化と通風用グリルを設置し、川側の側面に大型扉を設けた。

なお、台車と主電動機は元をたどると京阪創業当時の1型のもので、1910年（明治43年）の製造から100年以上にわたり現役で使用されていることになる。
2014年9月、寝屋川車両基地で進められていた60型（びわこ号）修復プロジェクトにおいて構内で60型を牽引することが発表され、「ワガヤネヤガワ号」という愛称が新たに付された。車番「72」を復元し、側窓を描いた板を設置して上半クリーム・下半ライトブルーに塗装変更している。2014年11月9日の「びわこ号復活記念乗車会」では事前の告知通りに寝屋川車両基地構内で60型電車を牽引・推進した。ただし、車体すべてが現役当時の仕様で復元されたものではない。